# Francis Buytaers
Francis Buytaers (né en 1945 et mort le 30 avril 2006), est un journaliste belge de radio et de télévision qui fit carrière à la RTBF.

## Biographie
Francis Buytaers entre comme journaliste à la RTBF en 1969. Il présente le journal télévisé pendant 20 ans, notamment lorsque celui-ci passe à la couleur en 1974.
Il a présenté également Génération 80. Vers le milieu des années 1990, il prend en charge les relations publiques de la RTBF Mons. Il quitte la RTBF en 1997 profitant du plan de restructuration Horizon 97. 
Il est le père de Nicolas Buytaers, journaliste lui aussi, notamment à RTL-TVI.